# Manoel Carlos de Sousa
Manoel Carlos de Sousa (Orleans, 14 de dezembro de 1922) é um político brasileiro.
Filho de Carlos Pedro de Sousa e de Luísa Cândida Pinheiro. Casou com Ivone Ferreira de Sousa.
Foi deputado à Assembleia Legislativa de Santa Catarina na 9ª legislatura (1979 — 1983), eleito pelo Movimento Democrático Brasileiro (MDB).